# Chapelle Saint-Thomas-des-Indiens de Saint-Denis
Pour les articles homonymes, voir Chapelle Saint-Thomas.
La chapelle Saint-Thomas-des-Indiens est un ancien édifice religieux catholique de l'île de La Réunion, un département d'outre-mer français dans l'océan Indien. Située à Saint-Denis juste en face du collège Saint-Michel dans la rue Monseigneur-de-Beaumont, elle relève de la paroisse de Saint-Jacques, dont l'église principale se trouve au bout de cette voie. 

## Historique
La chapelle Saint-Thomas est construite entre 1860 et 1865 par les jésuites pour l'évangélisation et les services pastoraux des travailleurs indiens (tamouls).  Un prêtre jésuite connaissant la langue tamoule y officiait. On y dispensait le catéchisme.  Le lieu est devenu un pensionnat sous la direction des Religieuses Réparatrices qui occupèrent les lieux jusque dans les années 1970.  Depuis lors la chapelle a cessé d'être lieu de culte. 
La chapelle est inscrite en totalité à l'inventaire supplémentaire des Monuments historiques depuis le 22 octobre 1998 avec le sol du jardin, le mur de clôture et le portail d'accès principal,. On y organise des expositions et autres activités culturelles.